# 維尼 (肯塔基州)
維尼（英語：Vinnie）是位於美國肯塔基州拉塞爾縣的一個非建制地區。

## 地理
維尼所處的海拔為高於海平面317米（即1040英呎），而該地所採用的時區為UTC-6，即北美中部時區（CST）。同時該地設有夏令時間，為UTC-6調快一小時，即UTC-5（CDT）。